# 陳懋侯
陳懋侯（1837年—1892年），號伯雙，福建福州府閩縣（今福建省福州市）人，清朝政治人物、進士出身。
光緒二年，登進士，改庶吉士。光緒三年，任翰林院編修。光緒五年，提督四川學政。光緒十一年，任順天鄉試同考官。光緒十四年，任湖南鄉試正考官。光緒十七年，改江南道監察御史。